# Marcos Herschel
Marcos Martín Herschel (Pablo Nogués, Malvinas Argentinas, 5 de julio de 1972 - Buenos Aires, 25 de septiembre de 2017) fue un futbolista argentino que se destacó como volante creativo en Tigre durante la década de 1990.

## Historia
Talentoso y con una gambeta endiablada, se inició en las inferiores de Tigre, club en el que hizo su debut el 28 de noviembre de 1992, en un empate ante Almagro. Compartió planteles con grandes futbolistas, como Oscar Monje, Daniel Cirrincione, Adrián Arana, Sergio Metini, Mauricio Di Benedetto, entre otros. En el Matador fue campeón del Clausura 1994 de Primera B y pieza fundamental del equipo que logró el ascenso al Nacional B en 1995, en las recordadas finales contra Argentino de Rosario, en el estadio de Rosario Central. 
También formó parte del equipo que logró el ascenso en 1998. Bajo la dirección técnica de Alberto Pascutti, integró el plantel en el que se destacaron Ezequiel Maggiolo y Juan Carlos Kopriva. Luego de un frustrado pase a China, dejó de jugar a los 26 años y se retiró del ambiente del fútbol.

## Trayectoria
| Club  | País      | Período   | Partidos |
| ----- | --------- | --------- | -------- |
| Tigre | Argentina | 1992-2000 | 134      |

## Palmarés

### Campeonatos nacionales
| Torneo                | Club  | País      | Año  |
| --------------------- | ----- | --------- | ---- |
| Primera B (Clausura)  | Tigre | Argentina | 1994 |
| Ascenso al Nacional B | Tigre | Argentina | 1995 |
| Ascenso al Nacional B | Tigre | Argentina | 1998 |